# Gempen
Gempen je obec ve švýcarském kantonu Solothurn. Žije zde 867 obyvatel.

## Geografie

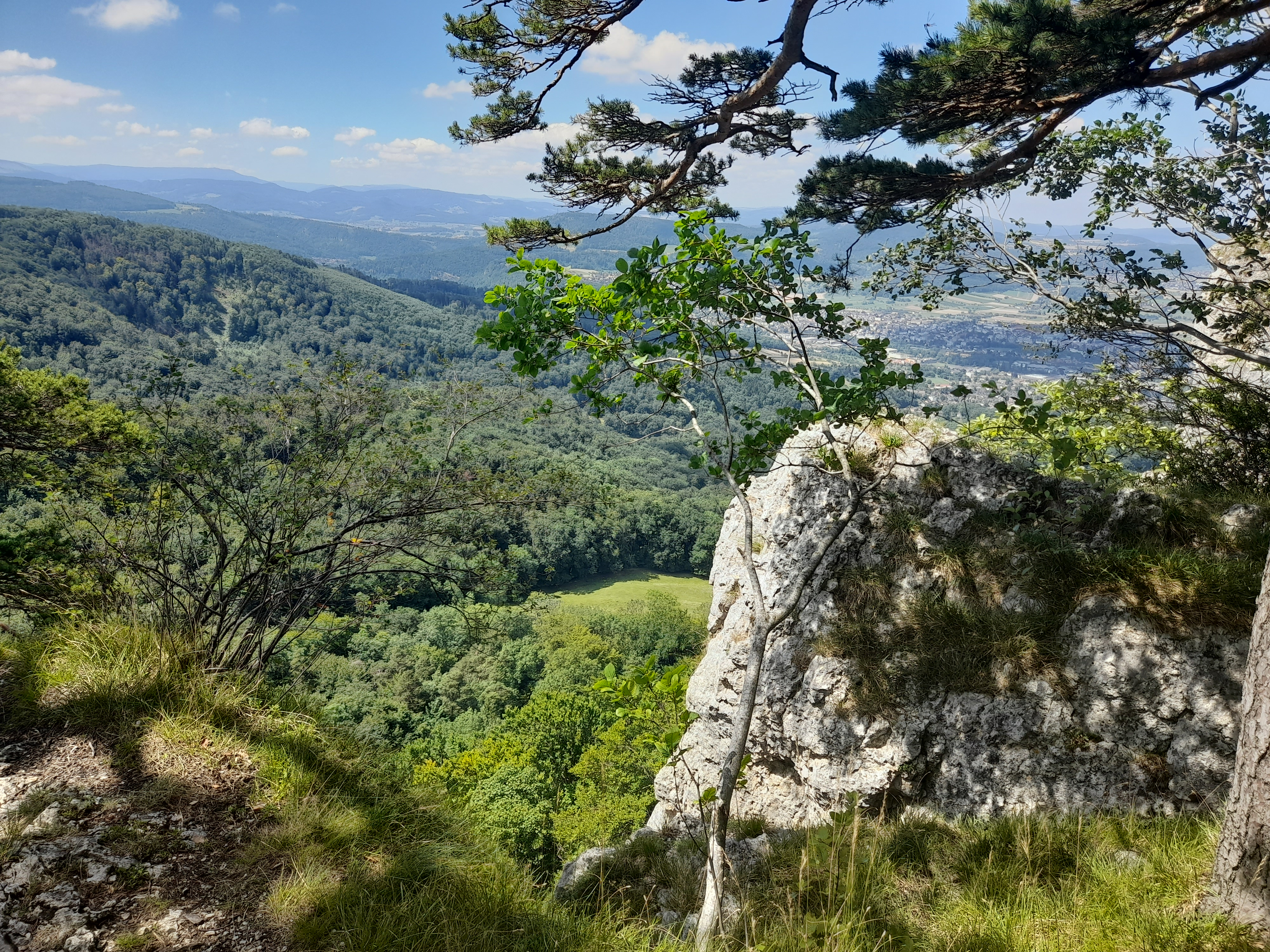
Pohled do zalesněné oblasti Gempenu

Obec Gempen leží v severním cípu kantonu Solothurn, který je téměř ze všech stran obklopen kantonem Basilej-venkov. Gempen leží na výrazně zalesněné gempenské náhorní plošině v nadmořské výšce 676 m a asi o 80 metrů výše se zvedá vrch Schartenfluh, mnohými nazývaný Gempenstollen, s 28 metrů vysokou rozhlednou Gempen Tower v nadmořské výšce 760 metrů. V roce 2014 bylo 7 % území obce pokryto zastavěnou plochou, 41 % lesy a lesními porosty a 52 % zemědělstvím.
Sousedními obcemi Witterswilu jsou Nuglar-St. Pantaleon, Büren, Hochwald a Dornach v kantonu Solothurn a Muttenz, Frenkendorf, Pratteln a Arlesheim v kantonu Basilej-venkov.

## Historie

Letecký pohled (1924)

Gempen má dlouhou a významnou historii. V mnoha jeskyních byly nalezeny kamenné nástroje, křemeny a železo. Ty pocházejí z doby bronzové a pozdější doby železné (kolem roku 500 př. n. l.). Pohřební mohyly, tzv. kremační hroby, ukazují na keltské osídlení v době Rauriků (500–558 př. n. l.).
V římských dobách spojovala Gempen s Augustou Rauricou (Kaiseraugst) průjezdní cesta přes údolí Ramsthal. Zřícenina Hilzenstein údajně sloužila jako římská strážní věž. Název Gempen pochází z latinského campania (rovina, otevřený terén). Nejstarší zmínky ze 13. století jsou Gempenon a Gempennen. Franští nebo alamanští osadníci se na odlehlý kopec dostali pravděpodobně v 8. století a název převzali od místního galorománského obyvatelstva. Do němčiny byl název převzat až po zvukovém posunu vysoké němčiny, jinak by se v nářečí říkalo „Chämpfe“.
Kolem roku 536/537 bylo severní Švýcarsko připojeno k franské říši. Frankové nakonec zavedli župní správu. Franská Augstgau byla později rozdělena na Frickgau a Sisgau a Gempen se stal součástí Sisgau. Po různých změnách vlastnictví se Sisgau v roce 1464 stalo součástí města Basileje. V roce 1485 koupil Solothurn první polovinu panství Dorneck se vsí Gempen. Během švábské války, v níž byla obec těžce postižena požáry vesnic, nebyly části Gempenu ještě součástí Solothurnu. V roce 1502 se Solothurnu podařilo získat druhou polovinu od Basileje se všemi právy vrchnostenské příslušnosti (obecní erb).
Napětí mezi Basilejí a Solothurnem málem vyvolalo v roce 1531 válku. Prostřednictvím Bernu byla mezi oběma kantony uzavřena smlouva a až do vpádu Francouzů v roce 1792 patřil Gempen k basilejské diecézi.

## Obyvatelstvo
| Vývoj počtu obyvatel | Vývoj počtu obyvatel | Vývoj počtu obyvatel | Vývoj počtu obyvatel | Vývoj počtu obyvatel | Vývoj počtu obyvatel | Vývoj počtu obyvatel | Vývoj počtu obyvatel | Vývoj počtu obyvatel | Vývoj počtu obyvatel | Vývoj počtu obyvatel | Vývoj počtu obyvatel | Vývoj počtu obyvatel | Vývoj počtu obyvatel | Vývoj počtu obyvatel | Vývoj počtu obyvatel | Vývoj počtu obyvatel | Vývoj počtu obyvatel | Vývoj počtu obyvatel | Vývoj počtu obyvatel |
| -------------------- | -------------------- | -------------------- | -------------------- | -------------------- | -------------------- | -------------------- | -------------------- | -------------------- | -------------------- | -------------------- | -------------------- | -------------------- | -------------------- | -------------------- | -------------------- | -------------------- | -------------------- | -------------------- | -------------------- |
| Rok                  | 1739                 | 1789                 | 1850                 | 1860                 | 1870                 | 1880                 | 1888                 | 1900                 | 1910                 | 1920                 | 1930                 | 1941                 | 1950                 | 1960                 | 1970                 | 1980                 | 1990                 | 2000                 |                      |
| Počet obyvatel       | 115                  | 219                  | 378                  | 389                  | 389                  | 376                  | 363                  | 355                  | 331                  | 353                  | 345                  | 308                  | 301                  | 250                  | 310                  | 468                  | 638                  | 747                  |                      |

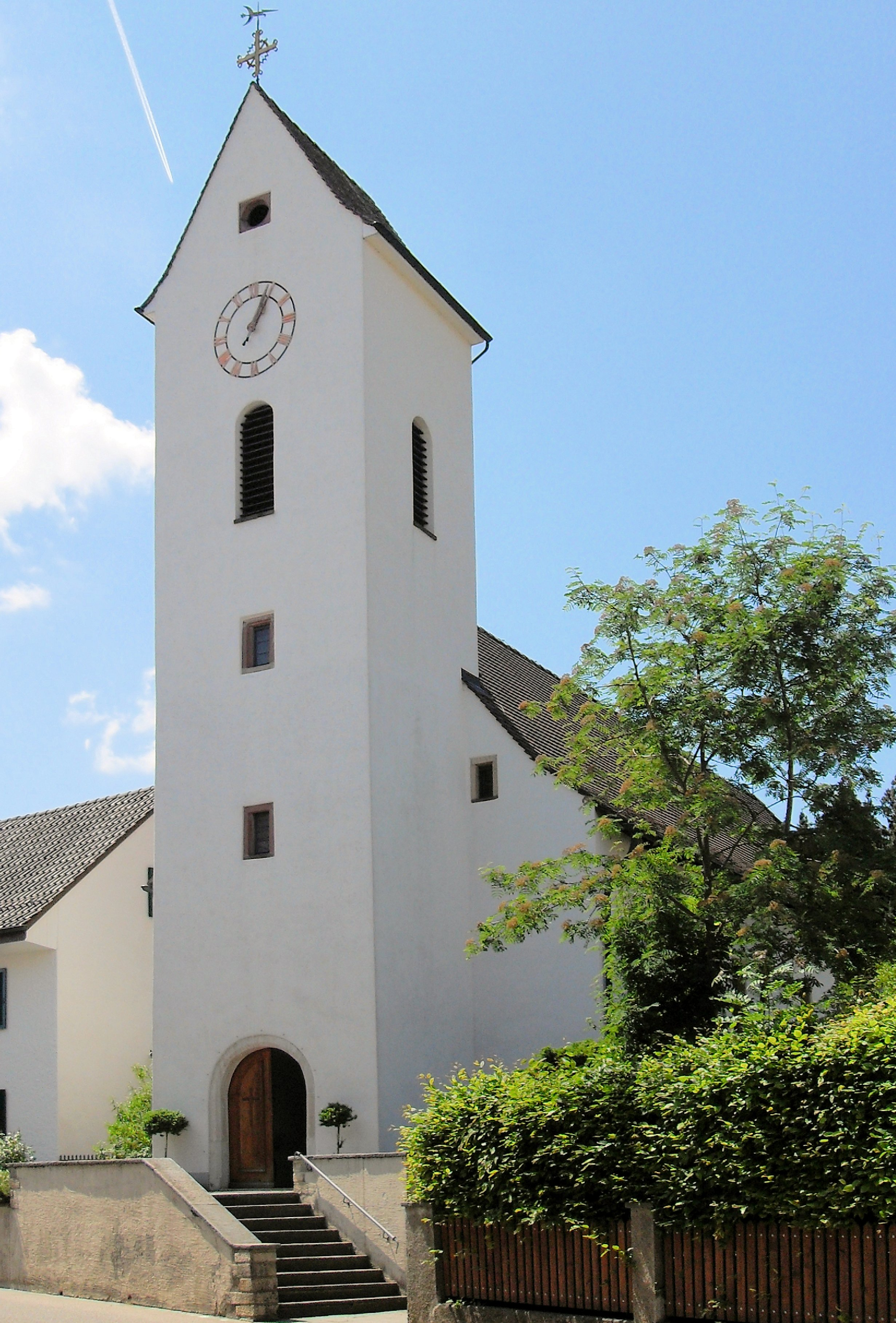
Kostel

Většina obyvatel (k roku 2000) hovoří německy (702, tj. 94,0 %), druhou nejčastější řečí je srbochorvatština (12, tj. 1,6 %) a třetí francouzština (10, tj. 1,3 %). Podíl cizinců činil 13,5 %.

## Doprava
Z Gempenu je dobré silniční spojení přes Nuglar do Liestalu, přes Hochwald do Seewenu a klikatou silnicí dolů do Dornachu, kde se nachází další napojení na rychlostní silnici H18 (Basilej – La Chaux-de-Fonds). Vedlejší silnice vedou dolů přes Schönmatt do obcí Basileje-venkova Arlesheim, Muttenz, Pratteln, Frenkendorf a Liestal. Železniční spojení obec nemá; napojení na síť veřejné dopravy zajišťují autobusy Postauto.